# منشأة بكير
قرية منشأة بكير هي إحدى القرى التابعة لمركز بني مزار بمحافظة المنيا في جمهورية مصر العربية. حسب إحصاءات سنة 2006، بلغ إجمالي السكان في منشأة بكير 2629 نسمة، منهم 1337 رجلا و1292 امرأة.